# Lampre-Panaria/1995
Deze pagina geeft een overzicht van de Lampre-Panaria wielerploeg in 1995.

## Algemeen
Sponsor: Lampre (staalfabrikant), Panaria (tegelfabrikant)
Algemeen manager: Giuseppe Saronni
Ploegleiders: Pietro Algeri, Czeslaw Lang, Maurizio Piovani, Antonio Saronni
Fietsmerk: Colnago

## Renners
| Naam                  | Geboortedatum | Nationaliteit | Ploeg 1994            |
| --------------------- | ------------- | ------------- | --------------------- |
| Alessandro Baronti    | 04-06-1967    | Italië        | Neoprof               |
| Wladimir Belli        | 25-07-1970    | Italië        |                       |
| Davide Bramati        | 28-06-1968    | Italië        |                       |
| Roberto Conti         | 16-12-1964    | Italië        |                       |
| Andrea Dolci          | 19-11-1969    | Italië        | Neoprof               |
| Gianni Faresin        | 16-07-1965    | Italië        |                       |
| Maurizio Fondriest    | 15-01-1965    | Italië        |                       |
| Alessio Galletti      | 26-03-1968    | Italië        |                       |
| Oleksandr Hontsjenkov | 04-04-1970    | Oekraïne      |                       |
| Davide Perona         | 04-06-1968    | Italië        | ZG Mobili             |
| Marco Serpellini      | 14-08-1972    | Italië        |                       |
| Zbigniew Spruch       | 13-12-1965    | Polen         |                       |
| Ján Svorada           | 28-06-1968    | Tsjechië      |                       |
| Marek Szerszynski     | 08-10-1960    | Polen         |                       |
| Pavel Tonkov          | 09-02-1969    | Rusland       |                       |
| Cristian Zanolini     | 04-08-1968    | Italië        | Carrera Jeans-Tassoni |
| Marco Zen             | 02-01-1963    | Italië        |                       |

## Belangrijke overwinningen
| Driedaagse van De Panne 3e etappe, deel B: Maurizio Fondriest Ronde van Italië 7e etappe: Maurizio Fondriest 12e etappe: Ján Svorada Ronde van Catalonië Proloog: Maurizio Fondriest Ronde van Zwitserland 8e etappe: Pavel Tonkov Eindklassement: Pavel Tonkov Hofbrau Cup 3e etappe: Gianni Faresin Eindklassement: Gianni Faresin Ronde van Lombardije Gianni Faresin |

Mannen:1991 · 1992 · 1993 · 1994 · 1995 · 1996 · 1997-1998 · 1999 · 2000 · 2001 · 2002 · 2003 · 2004 · 2005 · 2006 · 2007 · 2008 · 2009 · 2010 · 2011 · 2012 · 2013 · 2014 · 2015 · 2016 · 2017 · 2018 · 2019 · 2020 · 2021 · 2022 · 2023 · 2024 · 2025
Vrouwen:2022 · 2023 · 2024 · 2025